# Кучер Микола Іванович
Мико́ла Іва́нович Ку́чер (24 серпня 1959 , Тростянецький район, Вінницька область ) — український господарник, управлінець, політик. Народний депутат України VIII та IX скликання. Заслужений працівник сільського господарства. Кандидат сільськогосподарських наук.

## Життєпис
Народився 24 серпня 1959 року в селі Гордіївка Тростянецького району Вінницької області. З народження живе в Україні, має вищу освіту.

### Освіта
1981 року закінчив Українську сільськогосподарську академію, вчений-агроном, кандидат сільськогосподарських наук. Працюючи, вчився заочно.
1985—1989 — закінчив аспірантуру в Українській сільськогосподарській академії. Захистив кандидатську дисертацію.

### Трудова діяльність
- 1981 — головний агроном колгоспу ім. Петровського в с. Тростянчик Тростянецького району.
- 1985—1989 — заступник голови правління, секретар парткому колгоспу «Перемога» с. Летківка Тростянецького району.
- 1989—1992 — голова Тростянецького районного агропромислового об'єднання.
- 1992—1994 — начальник управління сільського господарства і продовольства Тростянецької райдержадміністрації.
- 1994—1999 — начальник управління агропромислового комплексу Вінницької облдержадміністрації.
- 1999—2000 — директор Департаменту агропромислового комплексу, заступник голови правління Державної акціонерної компанії «Хліб України», Київ.
- 2000—2002 — перший заступник голови правління ДАК «Хліб України».
- 2002—2004 — голова правління ДАК «Хліб України».
- З січня до серпня 2004 року — заступник гендиректора ТОВ «Торгово-транспортна компанія», Київ.
- Із серпня 2004 року по березень 2013 року — директор ЗАТ «Зернопродукт МХП».
- З березня 2013 року по жовтень 2014 року — директор Департаменту виробництва продукції рослинництва і тваринництва ПАТ «Миронівський хлібопродукт».[2]

### Політика
- З 2005 року — член Української народної партії (УНП).
- 2010—2014 — депутат Вінницької обласної ради від УНП, член постійної комісії обласної ради з адміністративно-територіального устрою та взаємодії з органами місцевого самоврядування.
- З 27 листопада 2014 року — народний депутат України, обраний по мажоритарному округу № 17 (самовисування)[3], член депутатської фракції партії Блок Петра Порошенка[4].
- З 29 серпня 2019 року — народний депутат України, обраний по мажоритарному округу № 17 (самовисування).

### Народний депутат
Член Комітету ВРУ з питань аграрної політики та земельних відносин. Член групи зв'язків з Казахстаном, Канадою, США, Францією, Німеччиною, Китаєм та Польщею. За час роботи в Раді щонайменше двічі був помічений у неособистому голосуванні (кнопкодавство). За час каденції нардепа VIII скл. Кучер пропустив 37,2 % голосувань.
У березні 2023 року Кучер доєднався до ініціативи підтримки та надання науково-дослідному інституту реабілітації осіб з інвалідністю ВНМУ ім. Пирогова та інших шпиталів Вінницької області, обладнання для лікування та реабілітації захисників України.
Також у березні 2023 року за участі його команди для 59 окремої мотопіхотної бригади імені Якова Гандзюка були передані спеціалізовані шини на трали для перевезення спецтехніки та великогабаритних вантажів, автомобіль швидкої допомоги для нацгвардії, а також дрони та приціли для 21, 10, 59 та 93 бригад.

## Власність
Станом на 2017 рік був власником квартири в Партеніті (Алушта, тимчасово окупована РФ АРК) площею 122 м². Також у власності мав земельні ділянки в Рославичах Васильківського району на Київщині (2500 м²) і в с. Михайлівка Тульчинського району на Вінниччині (1000 м²). Житловий будинок у Віті-Поштовій Київської області (зареєстрований на дружину, 538,90 м²); квартира у Києві 114,50 м² (50 % права власності з сином Олександром); недобудована квартира в Києві (103,1 м², у власності дружини).

## Критика
Займається незаконним голосуванням за інших депутатів. Попри законодавчу заборону політикам втручатися в освітні процеси, відвідав кілька шкільних лінійок. Зокрема, він був на відкритті Михайлівської школи у Гайсинському районі та вручав подарунки школам та школярам.
22 липня 2025 року голосував за закон України 12414 який був ухвалений з порушенням Регламенту Верховної Ради України та підпорядкував НАБУ та САП Генеральному прокурору і викликав масові протести.

## Звання, нагороди
- Кандидат сільськогосподарських наук
- Заслужений працівник сільського господарства України
- Орден «За заслуги» III ступеня

## Сім'я
- Дружина — Кучер Наталія Афанасіївна[22][23]
- Син — Кучер Олександр Миколайович[24]
- Дочка — Білозір Лариса Миколаївна

## Захоплення
У дитинстві мріяв стати льотчиком, літає на ЯК-52, керує дельтапланом. Читає літературу, присвячену авіації. Захоплюється лижним спортом.